# Jobst Freudner
Jobst Freudner († vor 1555 in Königsberg i. Pr.) war ein deutscher Gold- und Waffenschmied.
Freudner kam aus Ulm und wurde 1527 in Kneiphof ansässig. 1540/41 zog er Herzog Albrechts Schwert, das später als Reichsschwert verwendet wurde. Freudner schuf auch die beiden Zepter für den Pedell der Albertus-Universität, die bis 1945 in Gebrauch blieben.